# Luther Dickinson

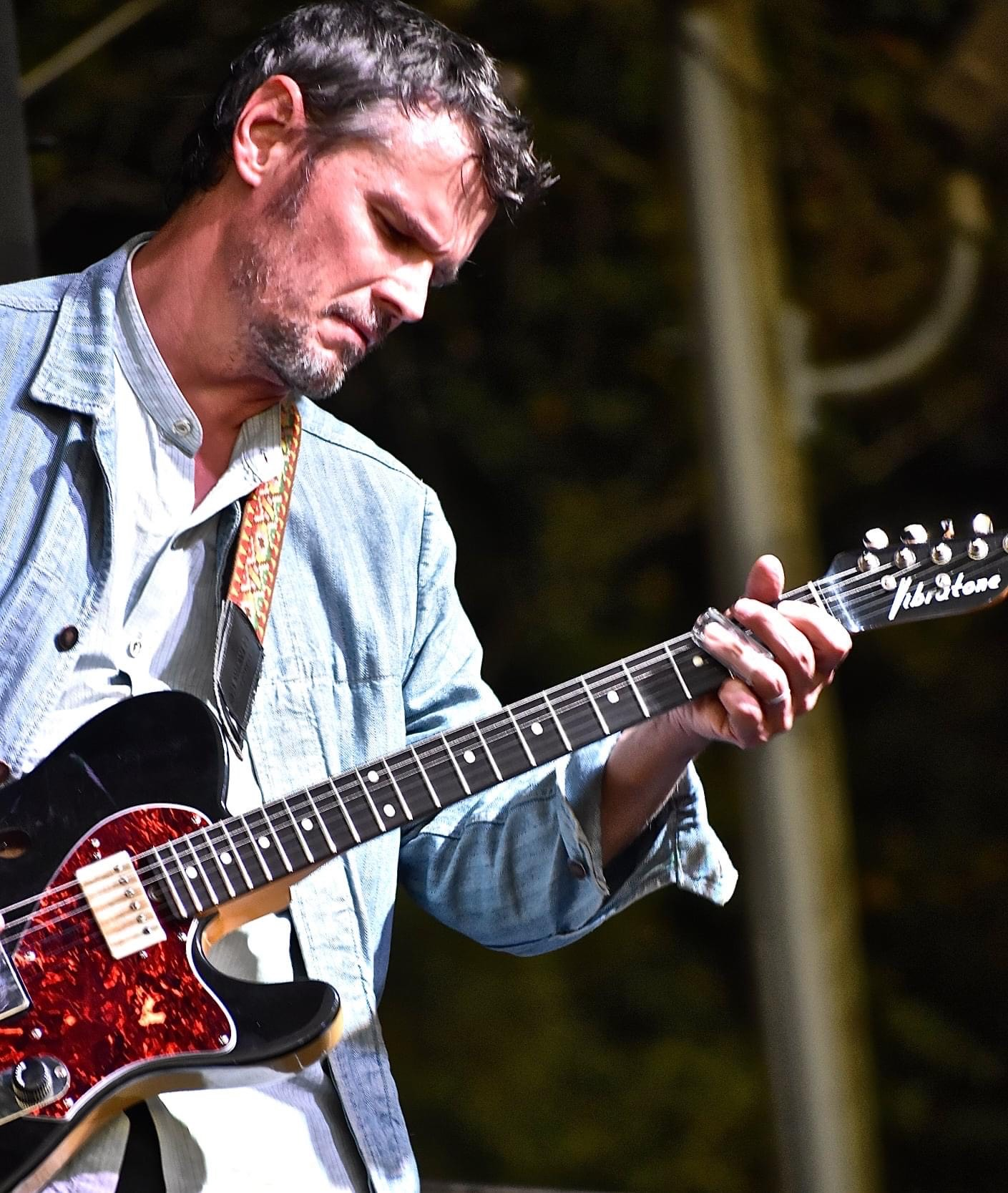
Luther Dickinson (2021)

Luther Andrews Dickinson (* 18. Januar 1973 in Memphis, Tennessee, USA) ist ein US-amerikanischer Blues- und Rock-Gitarrist, Sänger und Produzent. Der Sohn des Produzenten und Musikers Jim Dickinson ist Mitgründer der Band North Mississippi Allstars und war Gitarrist der Black Crowes.

## Biografie
Luther Dickinson wurde 1973 in Memphis (Tennessee) als Sohn von Mary Lindsay und Jim Dickinson geboren. Dickinson sammelte mit seinem Vater und seinem Bruder Cody Konzert- und Aufnahmeerfahrung. Die Familie zog 1985 in die Hügel von North Mississippi. Dickinson gab 1987 mit 14 Jahren sein Plattendebüt mit einem Gitarrensolo auf Shooting Dirty Pool auf dem Album Pleased to Meet Me der Replacements, das sein Vater produzierte.
Mit ihrem Vater spielten die Brüder Luther und Cody in einer kurzlebigen Band namens Jim Dickinson & the Can’t Hardly Playboys, bevor sie mit dem Bassisten Paul Taylor die Punkband DDT gründeten, die unter dem Namen Gutbucket auch akustischen Blues spielte. Luther begann auch, regelmäßig mit Othar Turner zu musizieren, einem der letzten Vertreter des Fife and Drum Blues. Er produzierte zwei Alben von Othar Turner, Everybody Hollerin’ Goat (1998) und From Senegal To Senatobia (2000).
1996 gründeten Luther und Cody Dickinson mit dem Bassisten Chris Chew die North Mississippi Allstars. Für ihr Debütalbum Shake Hands with Shorty erhielt die Gruppe eine Grammy-Nominierung in der Kategorie „Best Contemporary Blues Album“.
Neben seiner Arbeit mit den Allstars begann Dickinson auch als Sessionmusiker zu arbeiten, etwa mit Jon Spencer und Willy DeVille. 2001 taten sich die North Mississippi Allstars mit John Medeski und Robert Randolf zusammen, um die Gruppe The Word zu bilden. 2005 gingen die Allstars mit John Hiatt auf Tour. Im gleichen Jahr nahmen sie mit Jon Spencer als Spencer Dickinson das Album The Man Who Lives for Love auf. Von 2007 bis 2011 spielte Dickinson Gitarre bei den Black Crowes. 2009 organisierte er ein Konzert zu Ehren seines Vaters nach dessen Tod im August, woraus das Album Onward & Upward entstand.
2010 brachte Dickinson sein erstes Soloalbum Hambone’s Meditations heraus und war am Entstehen zweier neuer Bands beteiligt, der South Memphis String Band und The Wandering, die jeweils Alben veröffentlichten. Es folgten weitere Alben mit verschiedenen Gruppen und Kollaborationen. 2014 produzierte er Samantha Fishs Album Wild Heart. 2016 erschien Blues & Ballads: A Folksinger’s Songbook, Vols 1 & 2. 2019 veröffentlichten Luther Dickinson & the Sisters of the Strawberry Moon das Album Solstice, aufgenommen 2016 live im Studio, an dem unter anderem Shardé Thomas, Amy LaVere, Amy Helm und Allison Russell mitgewirkt hatten. Auch in den folgenden Jahren war Dickinson unermüdlich als Musiker und Produzent aktiv.

## Auszeichnungen
- Luther Dickinson wurde bisher (Stand: April 2025) achtmal für einen Grammy Award nominiert.[4]
- Die North Mississippi Allstars wurden bisher (Stand: April 2025) dreimal für einen Grammy Award nominiert.[5]
- Luther Dickinson wurde seit 2017 mehrfach für einen Blues Music Award nominiert.[6]
- Die North Mississippi Allstars erhielten 2001 einen Blues Music Award in der Kategorie „Best New Artist Debut“. Sie waren danach mehrfach für einen Blues Music Award nominiert.[7]